# Stones (Zibbz)
Stones è un singolo del duo musicale svizzero Zibbz, pubblicato il 9 gennaio 2018 su etichetta discografica 6003 Records.
Scritto dai componenti del duo, Corinne Gfeller e Stee Gfeller, in collaborazione con Laurell Barker, il brano ha vinto il programma Die Entscheidungsshow 2018; avendo quindi guadagnato il diritto a rappresentare la Svizzera all'Eurovision Song Contest 2018 a Lisbona, in Portogallo.
Il brano ha gareggiato nella prima semifinale dell'8 maggio 2018, non riuscendo a qualificarsi per la finale.

## Tracce
Download digitale
1. Stones – 2:59

## Classifiche
| Classifica (2018) | Posizione massima |
| ----------------- | ----------------- |
| Svizzera          | 62                |